# Ctenoplusia orbifer
Ctenoplusia orbifer är en fjärilsart som beskrevs av Guénée 1865. Ctenoplusia orbifer ingår i släktet Ctenoplusia och familjen nattflyn. Inga underarter finns listade i Catalogue of Life.